# Svalebo
Svalebo är det tidigaste bebyggda området med hyreshus i Högsbo församling, Göteborg. Det ligger mellan  Högsbotorp och Kungsladugård, och omfattar området runt Svalebogatan, Späckhuggaregatan och Blåvalsgatan. I den västra delen av området, uppe på en ås, ligger Svalebo Äldreboende. 
I Göteborgs nya administrativa indelning ligger större delen av Svalebo inom primärområdet Kungsladugård, vilket under åren 2011–2020 ingick i stadsdelsnämndsområdet Majorna-Linné, Svalebo Äldreboende ligger dock i primärområdet Sanna. 
Svalebogatan har fått sitt namn efter två bröder som i slutet av 1800-talet bodde på gatan och kallades Svalorna. Torpnamnet var Svalboet och har förfinats något till Svalebo. Då bröderna förknippades med stölder hos gamla och sjuka i området kan det synas olyckligt att Svalebo blivit namnet på traktens nutida äldreboende.